# Кафр-Миср
Кафр-Миср (араб. كفر مصر‎كفر مصر, букв. «египетская деревня»; ивр. כַּפְר מִצְר‎) — арабская деревня на северо-востоке Израиля. Расположена недалеко от Афулы к югу от Галилейского моря. Подпадает под юрисдикцию регионального совета Бустан-Аль-Мардж.
Место, на котором находится Кафр-Миср, было заселено по меньшей мере с конца Римского периода. Археологические раскопки указывают на существование еврейских, христианских и мусульманских общин в разные периоды. Под юрисдикцией деревни в 1924 году было около 3300 дунамов, но сегодня её площадь составляет около 1000 дунамов.

## Население
По данным Центрального статистического бюро Израиля, население на начало 2020 года составляло 2 750 человек.

## Расположение
Кафр-Миср расположен примерно в трех километрах к юго-востоку от горы Фавор, на горном хребте с видом на долину Вади Бире, (Нахаль Тавор), через который проходит приток Нахаль Шумар..

## Название
Региональный совет Бустан-Эль-Мардж транскрибирует название поселка Куфур Массер, где куфур переводится как «деревня» и массер как «Египет», объясняя, что название пошло с древних египтян, которые вторглись в эту область в 605 г. до н. э. во времена фараона Нехо II. Крестоносцы назвали деревню Кафар Мазре. Благодаря своим уникальным плодородным землям и доступной воде она стала сельскохозяйственным центром. На картах, начиная с 1799 года, название записывается как Мебхель, что означает красота.
По словам Адриана Рума, деревня была основана египетскими иммигрантами, откуда и пошло и её название.
В XIX веке название записывалось как Кефр Миср, Кефр Муср и Кефр-Маср. Название Кафр-Миср закрепилось во времена британского мандата в Палестине.

## История
Древние археологические памятники, найденные в деревне, показывают, что деревня в разное время в истории играла центральную роль. Согласно региональному совету Бустан-Аль-Мард, нынешние жители Кафр-Миср включают в себя потомков тех, кто жил там в течение сотен и даже тысяч лет, и тех, кто приехал в деревню из Египта в начале XIX в., когда Мухаммед Али временно контролировал этор регион.
Во время раскопок в сентябре 2006 года были обнаружены гончарные фрагменты, датируемые концом Римского или византийского периода, которые, как предполагают, язвляются кусками небольшого бассейна, предназначенного для сбора воды из близлежащего источника. Синагога, которая, как полагают, была построена примерно в то же время, в III веке, была раскопана в период между 1948 и 1987, и предоставляет доказательства существования еврейской общины, населявшей Кафр-Миср в то время. Синагога была перестроена в IV веке после землетрясения; была добавлена ниша для торы, которая позже была заменена на апсиды. Предполагается, что здание было переоборудовано под церковь.
Во время пробных раскопок в 2002 году к востоку от синагоги было обнаружено строение, несколько древних стен, построенных из малых и средних камней и из гипса. Среди артефактов, собранных в ходе работ, были чаши позднего византийского периода (около VII века), кувшин, ручка и горлышко бутылки из раннего исламского периода (VIII—IX века.), и бронзовая блюдечко, датированное XI веком. Блюдо, которое хотя и относится к исламскому периоду, было выполнено в византийском стиле.
Во время раскопок 2004 года были обнаружены остатки стены, построенной из базальта и известняка на базальтовой скале. Были найдены несколько гончарных фрагментов начала исламской эры. В одних местах были найдены доказательства христианского населения, в то время как других — доказательства мусульманского, особенно Мамлюкского периода в XIII—XIV веках.

### Османский период
В 1517 году деревня, вместе с остальной частью Палестины, была включена в состав Османской империи. В 1596 году она появилась в Османских налоговых регистрах под названием Мисрасафа, и относилась к нахийа («микрорайону») Tabariyya. Население составляло 10 мусульманских 10 семей. Жители деревни платили налоги на пшеницу, ячмень, случайные доходы, коз и улья.
В 1799 г. на картах во время наполеоновского нашествия Кафр-Миср был отмечен Махбель.
Кафр-Миср попал под власть Мухаммеда Али между 1831 и 1840 годами, результате чего египтяне приходят в деревню. Платья, носили египетские женщины, отличаются от палестинских костюмов, которые носили выходцы из Палестины. Эти различия все ещё могли быть замечены путешественниками, приехажавшими в деревню в 1901 году.
В The Lands of the Bible Visited and Described (1847), Джон Уилсон отождествляет Кефр Муср с местом древни Мероз, учитывая его близость к деревне Найн Эндор (Индур). Мероз — это место, которое упоминается в песне Деворы как проклятое ангелом за то, что не пришло на помощь израильтянам.
В 1882 году Фонд Обзор Западной Палестины описал деревню как «маленькая саманная деревня, […], стоит на пахотных землях, и населена египтянами, откуда его название».

### Британский мандат
В переписи 1922 года население Куфр-Месра составило 253 человека (все мусульмане); в 1936—236, в 1945—330.